# Saint-Clair-sur-les-Monts
Saint-Clair-sur-les-Monts – miejscowość i gmina we Francji, w regionie Normandia, w departamencie Sekwana Nadmorska.
Według danych na rok 1990 gminę zamieszkiwały 484 osoby, a gęstość zaludnienia wynosiła 119 osób/km² (wśród 1421 gmin Górnej Normandii Saint-Clair-sur-les-Monts plasuje się na 462. miejscu pod względem liczby ludności, natomiast pod względem powierzchni na miejscu 765.).